# Viet Minh
 Der er for få eller ingen kildehenvisninger i denne artikel, hvilket er et problem. Du kan hjælpe ved at angive troværdige kilder til de påstande, som fremføres i artiklen.

Viet Minh (kort form af vietnamesisk: Việt Nam Ðộc Lập Ðồng Minh Hội, Forbundet for Vietnams uafhængighed) var en væbnet frihedsbevægelse, som blev grundlagt af Ho Ngoc Lam og Nguyen Hai Than i 1941 med det formål at kæmpe for Vietnams uafhængighed fra Frankrig. Blandt de efterfølgende ledere var først og fremmest Ho Chi Minh samt Le Duan, Vo Nguyen Giap og Pham Van Dong.

## Kampen mod både Frankrig og Japan
Under den anden verdenskrig erobrede Japan hele Fransk Indokina da franskmændene var optaget af kampene i Europa, og Viet Minh indledte derfor en kampagne mod japanerne udover den kamp de i forvejen havde indledt mod franskmændene. Som følge af Viet Minhs kamp mod de japanske invasionsstyrker modtog frihedsbevægelsen finansiel støtte fra både Kina og USA. Samtidig var ikke mindst Ho Chi Minh dog stærkt efterstræbt af Chiang Kai-shek, der forgæves søgte at skabe en ikke-kommunistisk modbevægelse. Men på trods af uenigheder modtog Viet Minh og Ho Chi Minh støtte fra Kina. Efter Japans kapitulation i august 1945 tog Viet Minh, under Ho Chi Minhs ledelse, kontrol over landet og erklærede Vietnam uafhængigt af Frankrig. Den 2. september 1945 blev Den demokratiske republikken Vietnam oprettet, og med amerikansk støtte.
Efter Japans nederlag var USAs interesse for regionen stærkt svækket, hvorefter Frankrig i løbet af et par måneder atter tilegnede sig kontrol over landet. Dette resulterede i at der i 1947 blev indledt næsten 10 års krig mellem Viet Minh og Frankrig, en krig, der efterfølgende blev kendt som den første indokinesiske krig.
Fra 1946 forsøgte den franske general Jean Etienne Valluy at udslette Viet Minh under en storoffensiv, men det mislykkedes. Fransk infanteri støttet af panservogne kæmpede sig gennem Hanoi, hvor det betydeligt længere tid end forventet at få bugt med Viet Minhs snigskytter, og det kostede store store franske tab. Viet Minh hævdede at have dræbt mere end 20.000 franske soldater, men det faktiske antal er fortsat ukendt.
I 1947 igangsatte de franske styrker Operation Léa mod Viet Minhs base Viet Bac, og det lykkedes dem næsten at tage Ho Chi Minh til fange. Han undslap dog, og det altødelæggende nederlag franskmændene havde forventet at tilføje Viet Minh mislykkedes totalt, da det viste sig at Valluys 15.000 franskmænd stod over for en Viet Minh hær på omkring 60.000 frihedskæmpere.

## Sejr over Frankrig ved Dien Bien Phu
Efter slaget ved Dien Bien Phu i 1954, hvor den franske hær led et totalt nederlag, kapitulerede Frankrig, og der blev indgået en fredsaftale mellem parterne som del af en fredskonference i Geneve i 1954, som bl.a. omfattede aftale om afholdelse af et parlamentsvalg samt en midlertidig deling af Vietnam ved den 17. breddegrad i det som efterfølgende blev til Nordvietnam og Sydvietnam.
Denne deling var i henhold til fredsforhandlingerne en midlertidig ordning, som kun skulle opretholdes frem til valget i 1956. Ho Chi Minh overtog kontrollen over det kommunistiske Nordvietnam, mens Ngo Dinh Diem, tidligere statsminister under keiser Bảo Đại, overtog magten i Sydvietnam.
Som følge af en frygt for at Ho Chi Minh skulle vinde valget nægtede Sydvietnam – med støtte fra USA – at afholde valget, og dette klare aftalebrud var efterfølgende en af de væsentligste begrundelser for Vietnamkrigens udbrud.

## Viet Minhs opløsning og den nye frihedsbevægelse FNL (Viet Cong)
Viet Minh blev opløst efter Frankrigs kapitulation, og den militære modstandskamp der herefter blev ført – først mod Sydvietnam og senere også mod USA – blev herefter først og fremmet overtaget af FNL (Front National de Liberté), som først og fremmest er kendt under den amerikanske og sydvietnamesiske betegnelse Viet Cong.
Blandt vietnamesere blev frihedsbevægelsen fortsat betegnet ved det lokale navn Viet Minh, selvom det rent faktisk var en helt anden bevægelse. Denne kamp varede indtil den endelige sejr over de amerikanske styrker blev en realitet i 1975.